# Signal.MD
Signal.MD Inc. (Nhật: 株式会社シグナル・エムディ Hepburn: Kabushiki-gaisha Shigunaru Emudi) là một hãng phim hoạt hình Nhật Bản có trụ sở tại quận Musashino, Tokyo và được thành lập vào tháng 10 năm 2014 bởi IG Port, công ty mẹ của Production I.G.

## Thành lập
Năm 2014, IG Port thông báo kế hoạch thành lập một hãng sản xuất phim hoạt hình mới có tên là SIGNAL.MD. Morishita Katsuji, một thành viên thuộc hội đồng quản trị trong Production I.G, được bổ nhiệm làm giám đốc điều hành cho công ty.

## Tác phẩm

### Anime truyền hình
- Tantei Team KZ Jiken Note (2015–2016)
- Atom: The Beginning (2017, hợp tác sản xuất với OLM và Production I.G)
- Net-juu no Susume (2017)
- Hashiri tsuzukete yokattatte. (2018)[2]
- FLCL Progressive (2018, sản xuất tập 5)
- Dragon, Ie o Kau. (2021)[3]
- Mars Red (2021)[4]
- Platinum End (2021)[5]
- Hikari no Ō (2023-nay)[6][7]
- Kizuna no Allele (2023; đồng sản xuất với Wit Studio[8])
- Shinkalion Change the World (2024; đồng sản xuất hoạt ảnh với Production I.G[9])
- Hoshifuru Ōkoku no Nina (2024)[10]

### OVA
- Yuragi-sō no Yūna-san (2020)

### Phim anime điện ảnh
- Colorful Ninja Iromaki (2016)
- Cyborg 009: Call of Justice (2016, hợp tác sản xuất với OLM)
- Giải mã giấc mơ (2017)
- Birthday Wonderland (2019)[11]
- Kimi dake ni Motetainda (2019)[12]
- Fate/Grand Order: Thánh địa bàn tròn Camelot – Phần 1: Wandering; Agaterm (2020, sản xuất phần phim thứ nhất)[13]
- Từ ngữ nổi lên như bọt soda (2021, hợp tác sản xuất với Sublimation)[14]
- DEEMO Sakura no Oto - Anata no Kanadeta Oto ga, Ima mo Hibiku (2022, hợp tác sản xuất với Production I.G)[15]